# Sainte-Eugénie-de-Villeneuve
 Sainte-Eugénie-de-Villeneuve  es una población y comuna francesa, situada en la región de Auvernia, departamento de Alto Loira, en el distrito de Brioude y cantón de Paulhaguet.

## Demografía
| 145 | 112 | 121 | 108 | 102 | 109 |
| Para los censos de 1962 a 1999 la población legal corresponde a la población sin duplicidades (Fuente: INSEE [Consultar]) |     |     |     |     |     |